# Jian Jiang (vattendrag i Kina, Sichuan)
Jian Jiang (kinesiska: 湔江) är ett vattendrag i Kina. Det ligger i provinsen Sichuan, i den sydvästra delen av landet, omkring 57 kilometer norr om provinshuvudstaden Chengdu.
Genomsnittlig årsnederbörd är 1 340 millimeter. Den regnigaste månaden är juli, med i genomsnitt 356 mm nederbörd, och den torraste är december, med 9 mm nederbörd.